# 日本宣伝賞
日本宣伝賞（にほんせんでんしょう）は、日本の宣伝広告界の発展に貢献した人物に贈られる賞。全広連日本宣伝賞選考委員会が受賞者の選定・授賞を行っている。
日本宣伝クラブが1956年（昭和31年）から実施してきたが、2013年度からは公益社団法人全日本広告連盟（全広連）が公益目的事業として運営を引き継いだ。

## 部門
- 全広連日本宣伝賞松下賞（広告主関係者に贈られる。旧：日本宣伝賞松下賞）
- 全広連日本宣伝賞正力賞（媒体関係者に贈られる。旧：日本宣伝賞正力賞）
- 全広連日本宣伝賞吉田賞（広告業関係者に贈られる。旧：日本宣伝賞吉田賞）
- 全広連日本宣伝賞山名賞（クリエーターに贈られる。旧：日本宣伝賞山名賞）
- 全広連日本宣伝賞特別賞（広告の社会的使命の促進に寄与した個人、団体に贈られる。旧：日本宣伝大賞、日本宣伝賞特別功労賞）

## 歴代受賞者

### 1956年～1960年
- 1956年
  - 日本宣伝大賞　衣笠静夫（元日本広告会理事長）

- 1957年
  - 日本宣伝大賞　吉田秀雄（電通社長）

- 1958年
  - 日本宣伝大賞　白川忍（資生堂常務取締役）

- 1959年
  - 日本宣伝大賞　長沢千代造（全日本広告連盟事務局長）

- 1960年
  - 日本宣伝大賞　正力松太郎（日本テレビ放送網会長）

### 1961年～1970年
- 1961年
  - 日本宣伝大賞　　　松下幸之助（松下電器産業会長）
  - 日本宣伝賞正力賞　藤本倫夫（森永製菓取締役）
  - 日本宣伝賞吉田賞　山名文夫（デザイナー）

- 1962年
  - 日本宣伝大賞　　　上野十蔵（中外製薬社長）
  - 日本宣伝賞松下賞　西郷徳男（テレビタレントセンター専務理事）
  - 日本宣伝賞正力賞　三木鶏郎（作曲家）
  - 日本宣伝賞吉田賞　金丸重嶺（写真家）

- 1963年
  - 日本宣伝大賞　　　鈴木三郎助（味の素会長〈三代目〉）
  - 日本宣伝賞松下賞　久保田孝（久保田宣伝研究所所長）
  - 日本宣伝賞正力賞　片柳忠男（オリオン社社長）
  - 日本宣伝賞吉田賞　新井静一郎（電通宣伝技術局長）

- 1964年
  - 日本宣伝大賞　　　森永太平（森永製菓社長）
  - 日本宣伝賞松下賞　佐野英夫（大阪広告協会理事長）
  - 日本宣伝賞正力賞　竹岡稜一（ナショナル宣伝研究所社長）
  - 日本宣伝賞吉田賞　椎橋勇（日本テレビ放送網CM室長）

- 1965年
  - 日本宣伝大賞　　　内藤豊次（エーザイ社長）
  - 日本宣伝賞松下賞　天野四郎（朝日広告社社長）
  - 日本宣伝賞正力賞　今泉武治（博報堂取締役）
  - 日本宣伝賞吉田賞　遠藤健一（読売テレビ放送取締役）

- 1966年
  - 日本宣伝大賞　　　受賞者なし
  - 日本宣伝賞松下賞　山形彌之助（花王石鹸企画宣伝部長）
  - 日本宣伝賞正力賞　金沢清徳（新潟放送東京支社長）
  - 日本宣伝賞吉田賞　武者幸四郎（日本ABC協会事務局次長）

- 1967年
  - 日本宣伝大賞　　　河口静雄（全日本広告連盟理事長）
  - 日本宣伝賞松下賞　宮本信太郎（中央公論社常務監査役）
  - 日本宣伝賞正力賞　徳川夢声（放送芸能家）
  - 日本宣伝賞吉田賞　川崎民昌（ADC事務局長、NAAC事務局長）

- 1968年
  - 日本宣伝大賞　　　日比野恒次（電通社長）
  - 日本宣伝賞松下賞　山田信雄（パイロット万年筆参与）
  - 日本宣伝賞正力賞　深見和夫（読売新聞社取締役広告局長）
  - 日本宣伝賞吉田賞　原田健太郎（新聞研究報主幹）

- 1969年
  - 日本宣伝大賞　　　福井近夫（日本テレビ放送網社長）
  - 日本宣伝賞松下賞　吉田勝三（帝国臓器製薬社長付部長）
  - 日本宣伝賞正力賞　和田可一（日立家電販売参与）
  - 日本宣伝賞吉田賞　富永令市（電通常任監査役）

- 1970年
  - 日本宣伝大賞　　　佐治敬三（サントリー社長）
  - 日本宣伝賞松下賞　中根麟之助（毎日新聞社常務取締役）
  - 日本宣伝賞正力賞　角南浩（大広顧問）
  - 日本宣伝賞吉田賞　金貝省三（電通PC主幹）

### 1971年～1980年
- 1971年
  - 日本宣伝大賞　　　岡村二一（東京タイムズ社会長）
  - 日本宣伝賞松下賞　高取兵吉郎（東京中央エージェンシー社長）
  - 日本宣伝賞正力賞　佐藤四郎（電通専務取締役）
  - 日本宣伝賞吉田賞　岡本敏雄（朝日新聞社取締役広告担当）

- 1972年
  - 日本宣伝大賞　　　小林敦（ライオン歯磨社長）
  - 日本宣伝賞松下賞　大藤好翰（日本広告主協会専務理事）
  - 日本宣伝賞正力賞　金子健次郎（アド・ジャパン社長）
  - 日本宣伝賞吉田賞　山崎武敏（日本経済新聞社常務取締役広告局長）

- 1973年
  - 日本宣伝大賞　　　稲生平八（森永製菓副社長）
  - 日本宣伝賞松下賞　安達義幸（田辺製薬東京支店広報部長）
  - 日本宣伝賞正力賞　森崎実（ビデオ・リサーチ社長）
  - 日本宣伝賞吉田賞　小林太三郎（早稲田大学商学部教授）

- 1974年
  - 日本宣伝大賞　　　江崎利一（江崎グリコ会長）
  - 日本宣伝賞松下賞　久威智（ライオン歯磨常務取締役）
  - 日本宣伝賞正力賞　市橋立彦（グレイ大広社長）
  - 日本宣伝賞吉田賞　十時柾秀（電通PRセンター社長）

- 1975年
  - 日本宣伝大賞　　　澤村三木男（文藝春秋社長）
  - 日本宣伝賞松下賞　伊庭長之助（日本天然色映画社長）
  - 日本宣伝賞正力賞　堀江史郎（博報堂副社長）
  - 日本宣伝賞吉田賞　村瀬米華（石巻新聞社東京支社長）

- 1976年
  - 日本宣伝大賞　　　岡田茂（三越社長）
  - 日本宣伝賞松下賞　林幹夫（トヨタ自動車販売取締役販拡部長）
  - 日本宣伝賞正力賞　五老信吉（森永製菓常務取締役）
  - 日本宣伝賞吉田賞　中川二郎（西日本新聞社専務取締役）

- 1977年
  - 日本宣伝大賞　　　諏訪博（東京放送社長）
  - 日本宣伝賞松下賞　加後亀博（雪印乳業宣伝部調査役）
  - 日本宣伝賞正力賞　後藤正男（日本広告審査機構事務局）
  - 日本宣伝賞吉田賞　田中久孝（明通専務取締役）

- 1978年
  - 日本宣伝大賞　　　丸田芳郎（花王石鹸社長）
  - 日本宣伝賞松下賞　高木盛久（日本テレビ放送網専務取締役）
  - 日本宣伝賞正力賞　西部謙治（旭東通信社社長）
  - 日本宣伝賞吉田賞　小沢利一（主婦の友社常務取締役）

- 1979年
  - 日本宣伝大賞　　　加藤誠之（トヨタ自動車販売社長）
  - 日本宣伝賞松下賞　昆布猛（三楽オーシャン副社長）
  - 日本宣伝賞正力賞　大村匡一郎（資生堂専務取締役）
  - 日本宣伝賞吉田賞　小谷重一（日本国際広告協会常任理事）

- 1980年
  - 日本宣伝大賞　　　鹿内信隆（フジサンケイグループ会議議長）
  - 日本宣伝賞松下賞　佐川幸三郎（花王石鹸専務取締役）
  - 日本宣伝賞正力賞　岸清（日本経済新聞社常務取締役広告局長）
  - 日本宣伝賞吉田賞　下谷泉（野村證券常務取締役広報担当）
  - 日本宣伝賞山名賞　永井一正（グラフィックデザイナー）

### 1981年～1990年
- 1981年
  - 日本宣伝大賞　　　田丸秀治（電通社長）
  - 日本宣伝賞松下賞　鳥井道夫（サントリー副社長）
  - 日本宣伝賞正力賞　柘植正通（小学館取締役広告担当）
  - 日本宣伝賞吉田賞　永井仭九郎（元公共広告機構専務理事）
  - 日本宣伝賞山名賞　中村誠（グラフィックデザイナー）

- 1982年
  - 日本宣伝大賞　　　山本吉兵衛（資生堂社長）
  - 日本宣伝賞松下賞　杉浦欣介（味の素取締役販売企画部長）
  - 日本宣伝賞正力賞　岩本政敏（文化放送社長）
  - 日本宣伝賞吉田賞　鐘ヶ江達夫（東弘通信社社長）
  - 日本宣伝賞山名賞　大橋正（イラストレーター）

- 1983年
  - 日本宣伝大賞　　　松下正治（松下電器産業会長）
  - 日本宣伝賞松下賞　新橋重夫（紀文グループ総合管理本部）
  - 日本宣伝賞正力賞　石田達郎（フジテレビジョン社長）
  - 日本宣伝賞吉田賞　清水八十治（明通社長）
  - 日本宣伝賞山名賞　田中一光（グラフィックデザイナー）

- 1984年
  - 日本宣伝大賞　　　鈴木恭二（味の素常任監査役）
  - 日本宣伝賞松下賞　杉村正夫（サントリー専務取締役）
  - 日本宣伝賞正力賞　氏家齊一郎（日本テレビ放送網副社長）
  - 日本宣伝賞吉田賞　斎藤房次郎（オリコミ社長）
  - 日本宣伝賞山名賞　早川良雄（グラフィックデザイナー）

- 1985年
  - 日本宣伝大賞　　　千葉源蔵（文藝春秋会長）
  - 日本宣伝賞松下賞　鈴木忠雄（味の素副社長）
  - 日本宣伝賞正力賞　中川順（テレビ東京社長）
  - 日本宣伝賞吉田賞　岡田俊男（博報堂副社長）
  - 日本宣伝賞山名賞　坂根進（グラフィックデザイナー）

- 1986年
  - 日本宣伝大賞　　　小林宏（ライオン会長）
  - 日本宣伝賞松下賞　倉木正晴（日立製作所宣伝部長）
  - 日本宣伝賞正力賞　山西由之（東京放送社長）
  - 日本宣伝賞吉田賞　稲垣正夫（旭通信社社長）
  - 日本宣伝賞山名賞　向秀男（グラフィックデザイナー）

- 1987年
  - 日本宣伝大賞　　　服部敏幸（講談社会長）
  - 日本宣伝賞松下賞　稲見宗孝（サントリー取締役広報担当）
  - 日本宣伝賞正力賞　東山晃之（朝日新聞社常務取締役広告担当）
  - 日本宣伝賞吉田賞　船田芳一（電通副社長）
  - 日本宣伝賞山名賞　福田繁雄（グラフィックデザイナー）

- 1988年
  - 日本宣伝大賞　　　鈴木三郎助（味の素会長〈四代目〉）
  - 日本宣伝賞松下賞　寺尾睦男（ライオン取締役マーケティング本部長）
  - 日本宣伝賞正力賞　羽佐間重彰（フジテレビジョン社長）
  - 日本宣伝賞吉田賞　鈴木真人（I&S社長）
  - 日本宣伝賞山名賞　細谷巖（アートディレクター）

- 1989年
  - 日本宣伝大賞　　　木暮剛平（電通社長）
  - 日本宣伝賞松下賞　森俊幸（資生堂取締役宣伝部長）
  - 日本宣伝賞正力賞　佐藤俊一（新潮社専務取締役）
  - 日本宣伝賞吉田賞　境直哉（第一企画社長）
  - 日本宣伝賞山名賞　仲條正義（グラフィックデザイナー）

- 1990年
  - 日本宣伝大賞　　　福原義春（資生堂社長）
  - 日本宣伝賞松下賞　安倍章次（日産自動車宣伝部長）
  - 日本宣伝賞正力賞　深谷尚徳（読売新聞社常務取締役広告局長）
  - 日本宣伝賞吉田賞　西尾昭二郎（大広社長）
  - 日本宣伝賞山名賞　浅葉克己（アートディレクター）

### 1991年～2000年
- 1991年
  - 日本宣伝大賞　　　樋口廣太郎（アサヒビール社長）
  - 日本宣伝賞松下賞　竹馬實（松下電器産業総合PRセンター所長）
  - 日本宣伝賞正力賞　斎藤守慶（毎日放送社長）
  - 日本宣伝賞吉田賞　黒木利夫（読売広告社社長）
  - 日本宣伝賞山名賞　土屋耕一（コピーライター）

- 1992年
  - 日本宣伝大賞　　　服部禮次郎（服部セイコー会長）
  - 日本宣伝賞松下賞　阿部貞雄（三共副社長）
  - 日本宣伝賞正力賞　堀田俊允（日本経済新聞社常務取締役広告担当）
  - 日本宣伝賞吉田賞　尾張幸也（元公共広告機構専務理事）
  - 日本宣伝賞山名賞　松永真（グラフィックデザイナー）

- 1993年
  - 日本宣伝大賞　　　近藤道生（博報堂会長）
  - 日本宣伝賞松下賞　伊藤俊彦（日立製作所宣伝部長）
  - 日本宣伝賞正力賞　村山孝喜（朝日新聞社取締役広告担当）
  - 日本宣伝賞吉田賞　成田豊（電通専務取締役）
  - 日本宣伝賞山名賞　石岡瑛子（グラフィックデザイナー）

- 1994年
  - 日本宣伝大賞　　　豊田章一郎（トヨタ自動車会長）
  - 日本宣伝賞松下賞　神沢昭三（資生堂副社長）
  - 日本宣伝賞正力賞　日枝久（フジテレビジョン社長）
  - 日本宣伝賞吉田賞　三澤篤四郎（朝日広告社社長）
  - 日本宣伝賞山名賞　勝井三雄（グラフィックデザイナー）

- 1995年
  - 日本宣伝大賞　　　上林吾郎（文藝春秋相談役）
  - 日本宣伝賞松下賞　清水豪（味の素常務取締役）
  - 日本宣伝賞正力賞　磯崎洋三（東京放送社長）
  - 日本宣伝賞吉田賞　平瀬周一（全日本広告連盟専務理事）
  - 日本宣伝賞山名賞　青葉益輝（アートディレクター）

- 1996年
  - 日本宣伝大賞　　　鳥井信一郎（サントリー社長）
  - 日本宣伝賞松下賞　野上修三（日産自動車宣伝部長）
  - 日本宣伝賞正力賞　野間佐和子（講談社社長）
  - 日本宣伝賞吉田賞　小林利雄（宣弘社会長）
  - 日本宣伝賞山名賞　高杉治朗（CMアートディレクター）

- 1997年
  - 日本宣伝大賞　　　小池唯夫（毎日新聞社社長）
  - 日本宣伝賞松下賞　田代勝彦（資生堂役員待遇宣伝部長）
  - 日本宣伝賞正力賞　川内通康（ニッポン放送社長）
  - 日本宣伝賞吉田賞　黒崎眞平（TOMOE会長）
  - 日本宣伝賞山名賞　操上和美（フォトグラファー）
  - 日本宣伝賞特別功労賞　土子弘子（日本宣伝クラブ事務局長）

- 1998年
  - 日本宣伝大賞　　　氏家齊一郎（日本テレビ放送網社長）
  - 日本宣伝賞松下賞　若林覚（サントリー宣伝事業部長）
  - 日本宣伝賞正力賞　木滑良久（マガジンハウス会長）
  - 日本宣伝賞吉田賞　植村伴次郎（東北新社社長）
  - 日本宣伝賞山名賞　秋山晶（コピーライター）
  - 日本宣伝賞特別功労賞　鈴木三郎助（味の素相談役名誉会長）

- 1999年
  - 日本宣伝大賞　　　奥田碩（トヨタ自動車社長）
  - 日本宣伝賞松下賞　峯村光彦（松下電器産業宣伝事業部長）
  - 日本宣伝賞正力賞　後藤亘（エフエム東京社長）
  - 日本宣伝賞吉田賞　東海林隆（博報堂社長）
  - 日本宣伝賞山名賞　葛西薫（アートディレクター）

- 2000年
  - 日本宣伝大賞　　　小林陽太郎（富士ゼロックス会長）
  - 日本宣伝賞松下賞　余頃康之（カネボウ総務・広報室長兼化粧品広報宣伝室長）
  - 日本宣伝賞正力賞　角川歴彦（角川書店社長）
  - 日本宣伝賞吉田賞　山下和彦（電通顧問）
  - 日本宣伝賞山名賞　水野卓史（イラストレーター）

### 2001年～2010年
- 2001年
  - 日本宣伝大賞　　　出井伸之（ソニー会長兼CEO）
  - 日本宣伝賞松下賞　蜂谷國彦（花王常務取締役）
  - 日本宣伝賞正力賞　佐久間俊治（日本経済社社長、日経広告社長）
  - 日本宣伝賞吉田賞　池松正克（電通テック社長）
  - 日本宣伝賞山名賞　長友啓典（アートディレクター）

- 2002年
  - 日本宣伝大賞　　　成田豊（電通社長）
  - 日本宣伝賞松下賞　永田圭司（キヤノン販売常務取締役コミュニケーション本部長）
  - 日本宣伝賞正力賞　出馬迪男（関西テレビ放送社長）
  - 日本宣伝賞吉田賞　足立健（大広会長）
  - 日本宣伝賞山名賞　和田誠（イラストレーター）

- 2003年
  - 日本宣伝大賞　　　御手洗冨士夫（キヤノン社長）
  - 日本宣伝賞松下賞　魚谷雅彦（日本コカ・コーラ社長）
  - 日本宣伝賞正力賞　砂原幸雄（東京放送会長）
  - 日本宣伝賞吉田賞　脇田直枝（電通EYE会長）
  - 日本宣伝賞山名賞　大貫卓也（アートディレクター）
  - 日本宣伝賞特別功労賞　木暮剛平（電通相談役）

- 2004年
  - 日本宣伝大賞　　　張富士夫（トヨタ自動車社長）
  - 日本宣伝賞松下賞　大竹和博（資生堂宣伝担当常任顧問）
  - 日本宣伝賞正力賞　亀渕昭信（ニッポン放送社長）
  - 日本宣伝賞吉田賞　宮川智雄（博報堂DYホールディングス社長）
  - 日本宣伝賞山名賞　仲畑貴志（コピーライター）

- 2005年
  - 日本宣伝大賞　　　中村邦夫（松下電器産業社長）
  - 日本宣伝賞松下賞　山田篤（味の素理事広告部長）
  - 日本宣伝賞正力賞　広瀬道貞（テレビ朝日社長）
  - 日本宣伝賞吉田賞　三箇和彦（I&S BBDO社長&CEO）
  - 日本宣伝賞山名賞　中島信也（CMディレクター）
  - 日本宣伝賞特別功労賞　植村伴次郎（東北新社会長）

- 2006年
  - 日本宣伝大賞　　　池田守男（資生堂会長）
  - 日本宣伝賞松下賞　古平昭信（サントリー副社長）
  - 日本宣伝賞正力賞　谷山尚義（集英社会長）
  - 日本宣伝賞吉田賞　成田純治（博報堂社長）
  - 日本宣伝賞山名賞　副田高行（アートディレクター）

- 2007年
  - 日本宣伝大賞　　　西室泰三（日本アドバタイザーズ協会理事長）
  - 日本宣伝賞松下賞　安藤宏基（日清食品社長）
  - 日本宣伝賞正力賞　菅谷定彦（テレビ東京社長）
  - 日本宣伝賞吉田賞　長沼孝一郎（アサツーディ・ケイ社長）
  - 日本宣伝賞山名賞　宮田識（クリエーティブディレクター）

- 2008年
  - 日本宣伝大賞　　　稲垣正夫（アサツーディ・ケイ会長）
  - 日本宣伝賞松下賞　大平明（大正製薬副社長）
  - 日本宣伝賞正力賞　井上弘（東京放送社長）
  - 日本宣伝賞吉田賞　俣木盾夫（電通会長）
  - 日本宣伝賞山名賞　中島祥文（アートディレクター）

- 2009年
  - 日本宣伝大賞　　　佐藤安弘（全日本広告連盟理事長）
  - 日本宣伝賞松下賞　前田新造（資生堂社長）
  - 日本宣伝賞正力賞　村松邦彦（主婦の友社取締役相談役）
  - 日本宣伝賞吉田賞　大畠邦彦（日本広告業協会顧問）
  - 日本宣伝賞山名賞　小田桐昭（クリエーティブディレクター、CMプランナー）

- 2010年
  - 日本宣伝大賞　　　佐治信忠（サントリーホールディングス社長）
  - 日本宣伝賞松下賞　柳井正（ファーストリテイリング会長兼社長）
  - 日本宣伝賞正力賞　白井文吾（中日新聞社会長）
  - 日本宣伝賞吉田賞　藤田潔（ビデオプロモーション取締役名誉会長）
  - 日本宣伝賞山名賞　井上嗣也（アートディレクター）

### 2011年～2020年
- 2011年
  - 日本宣伝大賞　　　後藤卓也（元花王社長、日本マーケティング協会会長）
  - 日本宣伝賞松下賞　孫正義（ソフトバンク代表取締役社長兼CEO）
  - 日本宣伝賞正力賞　大月昇（読売新聞社顧問）
  - 日本宣伝賞吉田賞　高嶋達佳（電通会長）
  - 日本宣伝賞山名賞　宮崎晋（クリエーティブディレクター）

- 2013年
  - 全広連日本宣伝賞松下賞　豊田章男（トヨタ自動車代表取締役社長）
  - 全広連日本宣伝賞正力賞　見城徹（幻冬舎代表取締役社長）
  - 全広連日本宣伝賞吉田賞　足立直樹（凸版印刷代表取締役会長）
  - 全広連日本宣伝賞山名賞　宇野亜喜良（イラストレーター、グラフィックデザイナー）
  - 全広連日本宣伝賞特別賞　東北六魂祭実行委員会

- 2014年
  - 全広連日本宣伝賞松下賞　樋口武男（大和ハウス工業代表取締役会長兼最高経営責任者）
  - 全広連日本宣伝賞正力賞　鈴木敏夫（スタジオジブリ代表取締役プロデューサー）
  - 全広連日本宣伝賞吉田賞　高野功（大広相談役）
  - 全広連日本宣伝賞山名賞　横尾忠則（美術家、グラフィックデザイナー）

- 2015年
  - 全広連日本宣伝賞松下賞　鈴木敏文（セブン&アイ・ホールディングス代表取締役会長・最高経営責任者）
  - 全広連日本宣伝賞正力賞　樋口久子（日本女子プロゴルフ協会相談役）
  - 全広連日本宣伝賞吉田賞　東英弥（宣伝会議代表取締役会長）
  - 全広連日本宣伝賞山名賞　鹿目尚志（パッケージデザイナー、アーティスト）

- 2016年
  - 全広連日本宣伝賞松下賞　加賀見俊夫（オリエンタルランド代表取締役会長兼CEO）
  - 全広連日本宣伝賞正力賞　堀威夫（ホリプロファウンダー最高顧問）
  - 全広連日本宣伝賞吉田賞　小林保彦（青山学院大学名誉教授）
  - 全広連日本宣伝賞山名賞　原研哉（デザイナー、日本デザインセンター代表取締役社長）
  - 全広連日本宣伝賞特別賞　福井昌平（CI戦略プランナー、イベント学会理事）

- 2017年
  - 全広連日本宣伝賞松下賞　江崎勝久（江崎グリコ代表取締役社長）
  - 全広連日本宣伝賞正力賞　蓮見清一（宝島社代表取締役社長）
  - 全広連日本宣伝賞吉田賞　森田清（日本ABC協会会長）
  - 全広連日本宣伝賞山名賞　佐藤卓（グラフィックデザイナー）

- 2018年
  - 全広連日本宣伝賞松下賞　田中孝司（KDDI代表取締役社長）
  - 全広連日本宣伝賞正力賞　秋元康（作詞家、プロデューサー）
  - 全広連日本宣伝賞吉田賞　鏡明（ドリルエグゼクティブ・アドバイザー）
  - 全広連日本宣伝賞山名賞　佐々木宏（クリエイティブディレクター）

- 2019年
  - 全広連日本宣伝賞松下賞　唐池恒二（九州旅客鉄道代表取締役会長執行役員）
  - 全広連日本宣伝賞正力賞　髙田明（ジャパネットたかた創業者、V・ファーレン長崎代表取締役社長）
  - 全広連日本宣伝賞吉田賞　戸田裕一（博報堂DYホールディングス代表取締役社長、博報堂取締役会長）
  - 全広連日本宣伝賞山名賞　西村佳也（コピーライター）
  - 全広連日本宣伝賞特別賞　岸志津江（東京経済大学副学長・経営学部教授）

- 2020年
  - 全広連日本宣伝賞松下賞　上原明（大正製薬ホールディングス代表取締役社長、大正製薬取締役会長）
  - 全広連日本宣伝賞正力賞　糸井重里（ほぼ日刊イトイ新聞主宰、ほぼ日代表取締役社長）
  - 全広連日本宣伝賞吉田賞　高田坦史（ACC理事長）
  - 全広連日本宣伝賞山名賞　佐藤可士和（クリエイティブディレクター）

### 2021年～
- 2021年
  - 全広連日本宣伝賞松下賞　井上眞（大塚製薬代表取締役社長）
  - 全広連日本宣伝賞正力賞　増田宗昭（カルチュア・コンビニエンス・クラブ代表取締役社長兼CEO）
  - 全広連日本宣伝賞吉田賞　藤重貞慶（ACジャパン理事長）
  - 全広連日本宣伝賞山名賞　佐藤雅彦（東京藝術大学大学院教授、クリエイティブディレクター）

- 2022年
  - 全広連日本宣伝賞松下賞　伊藤雅俊（味の素執行役会長）
  - 全広連日本宣伝賞正力賞　小山薫堂（放送作家、脚本家、京都芸術大学副学長）
  - 全広連日本宣伝賞吉田賞　嶋村和恵（早稲田大学商学学術院教授、日本広告学会会長）
  - 全広連日本宣伝賞山名賞　杉山恒太郎（クリエイティブディレクター）